# ゲオルク・フリードリヒ・ケルスティンク
ゲオルク・フリードリヒ・ケルスティンク（Georg Friedrich Kersting 、1785年10月31日 – 1847年7月1日）はドイツの画家である。室内画を得意とし、一般市民の日常的な姿を描く「ビーダーマイヤー」のスタイルの画家の一人である。

## 略歴
現在のメクレンブルク＝フォアポンメルン州のギュストロー(Güstrow)のガラス職人の息子に生まれた。裕福な親戚の支援によって1805年から1808年の間、コペンハーゲンのデンマーク王立美術院で学ぶことができ、美術院の展覧会で、銀賞を得た。
1808年にドレスデンに移り 、ドレスデンの美術学校に入学した。ドレスデンでは詩人、作家のテオドール・ケルナーや、ゲルハルト・フォン・キューゲルゲン、ルイーゼ・ザイドラー、カスパー・ダーヴィト・フリードリヒといった画家たちの中で活動し、ドイツロマン主義絵画の代表的な画家、フリードリヒから影響を受けた。ドレスデンの展覧会で評価され、ゲーテの助言でザクセン＝ヴァイマル＝アイゼナハ公国の宮廷もケルスティンクの絵を買い上げた。
ナポレオンのロシア遠征が失敗に終わった後、ドイツ諸邦からの志願兵による、ナポレオンと戦う義勇軍、リュッツォウ義勇部隊が編成されると、ケルスティンクは1813年にこの部隊に参加した。
戦争が終わりドレスデンに戻るが、戦争で被害を受けたドレスデンで絵の顧客を見つけることは難しかったので、1816年から1818年はワルシャワに移り、王族の子息の絵の教師として働いた。1818年にドイツに戻り結婚し、マイセンの磁器メーカの絵付けの主任として働いた。

## 作品

### 絵画

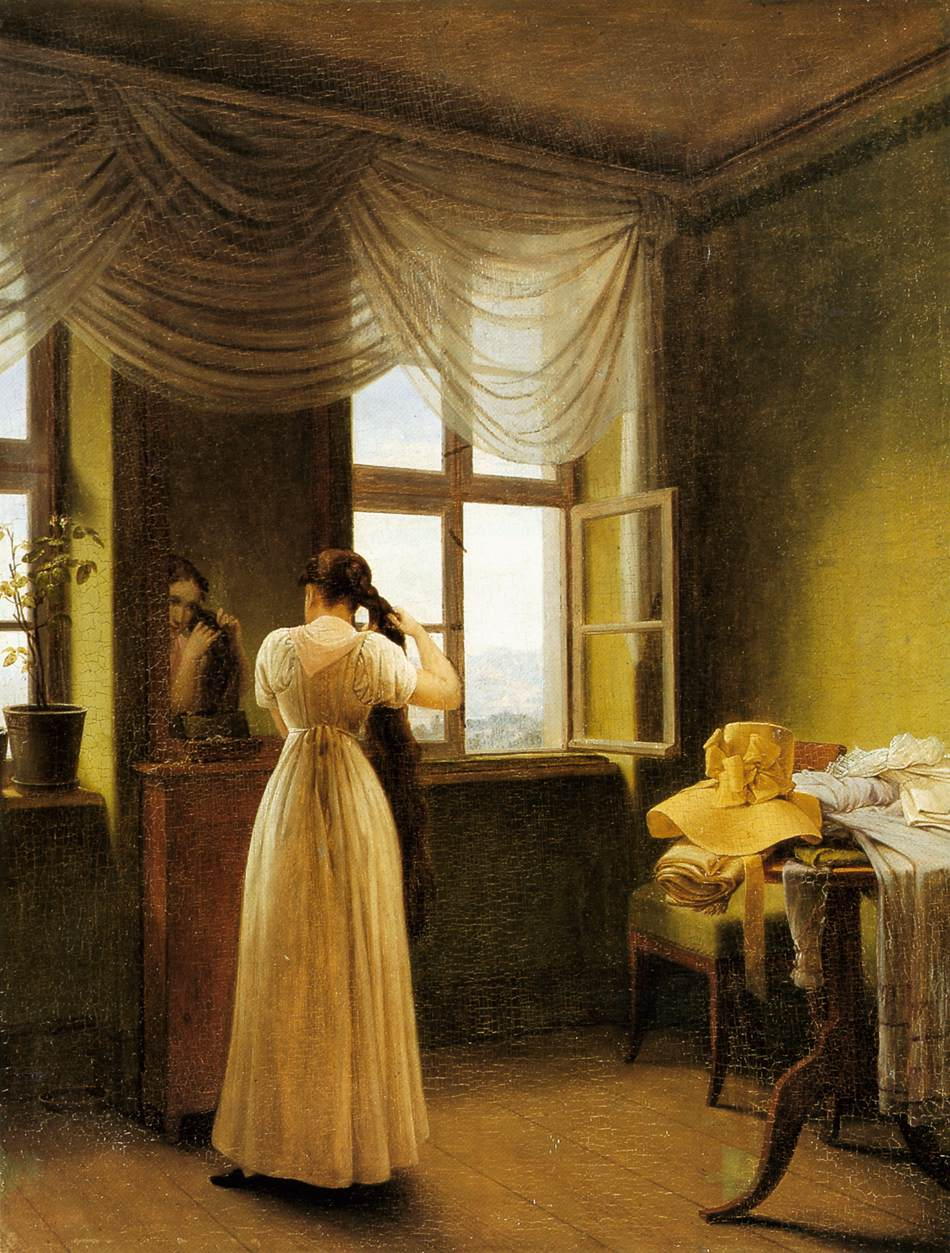
鏡の前で(1827)
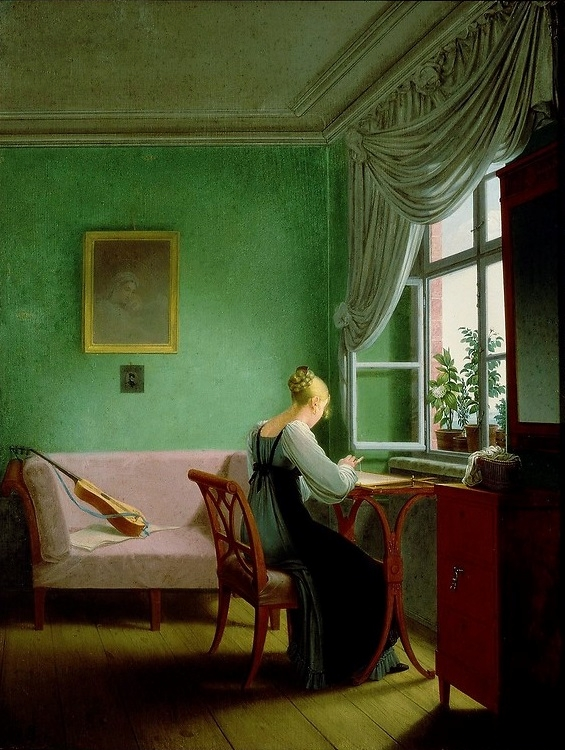
刺繍する女性 (1817)
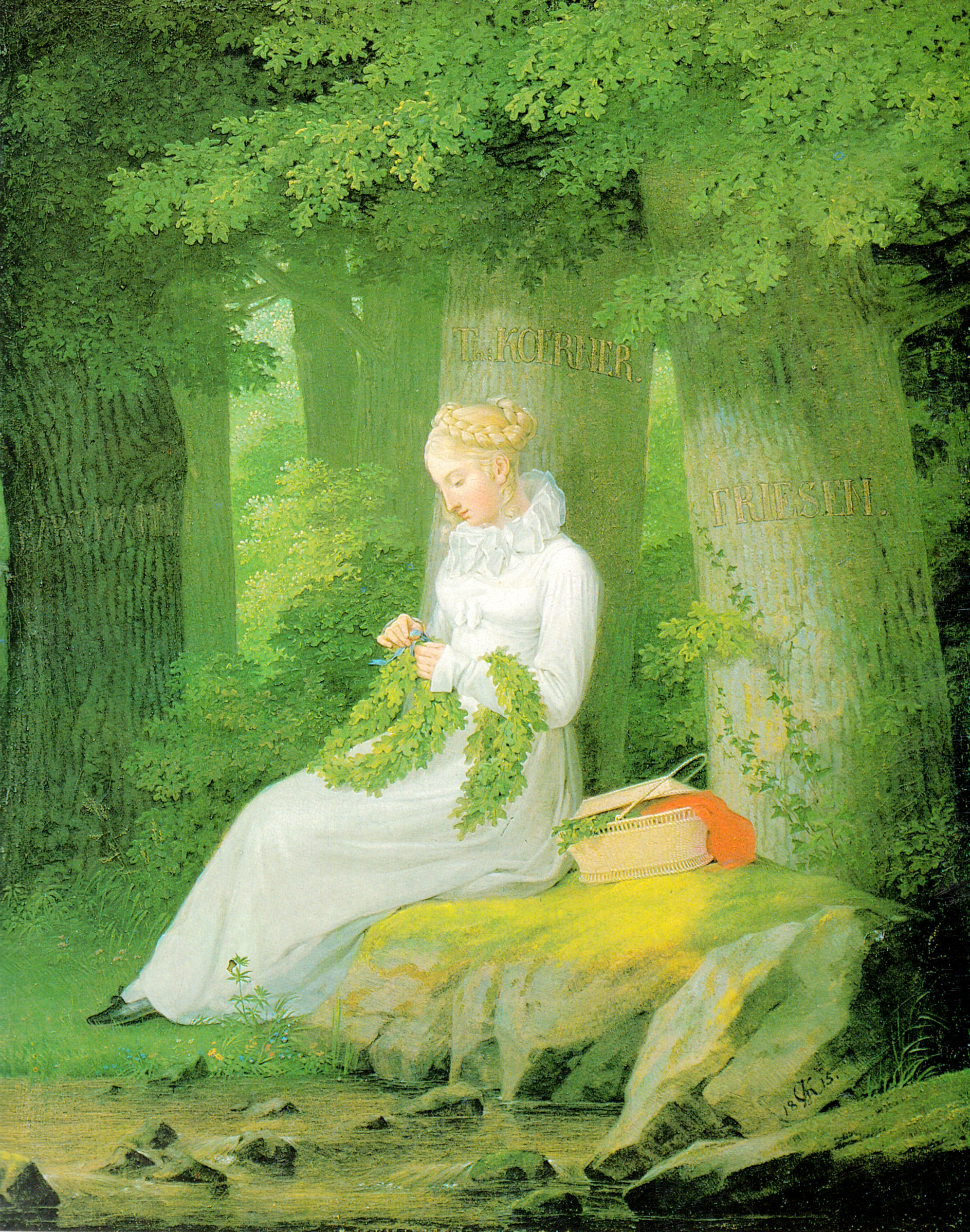
花輪作り(1815)
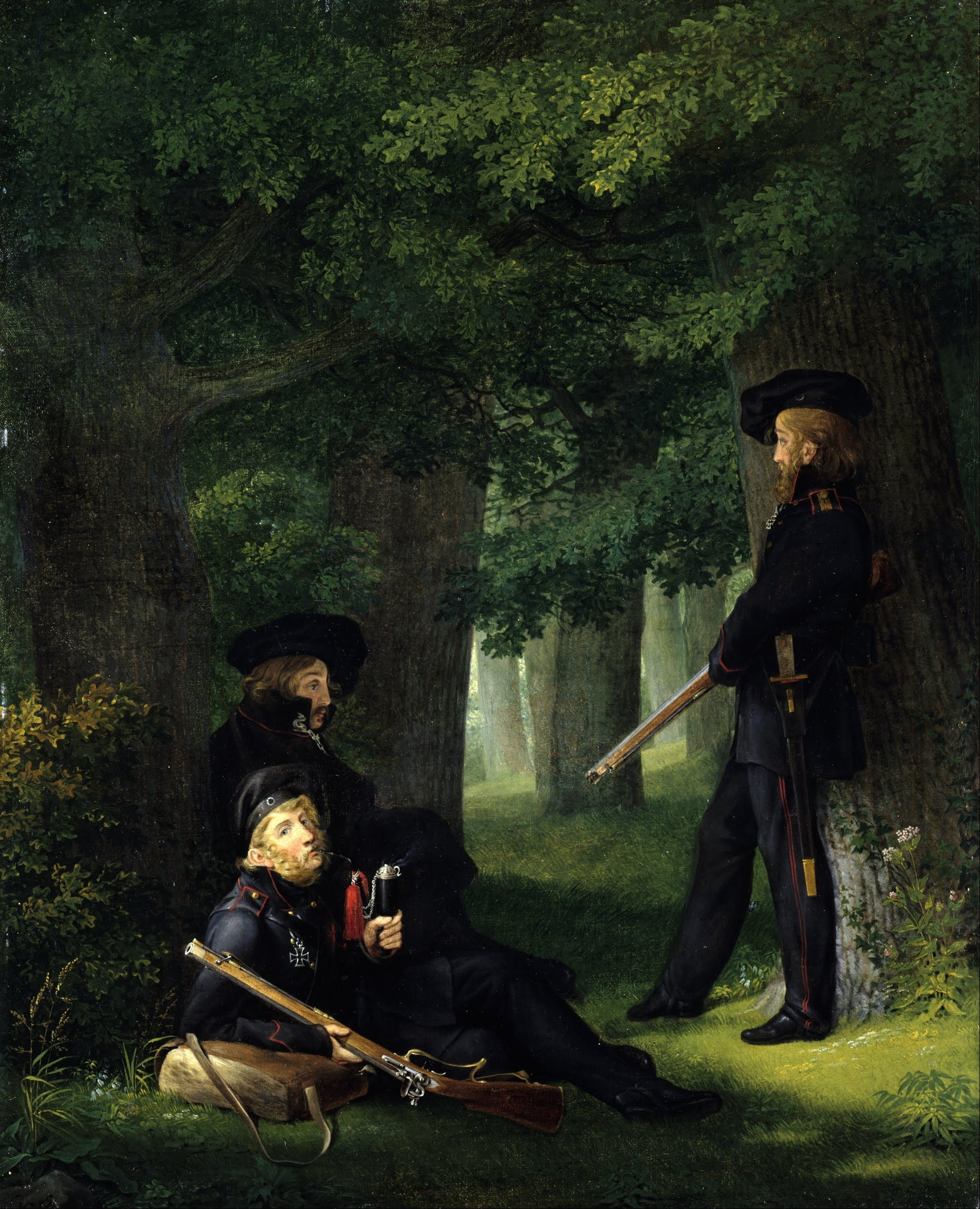
リュッツォウ義勇部隊を描いた作品 (1815)

### 磁器デザイン

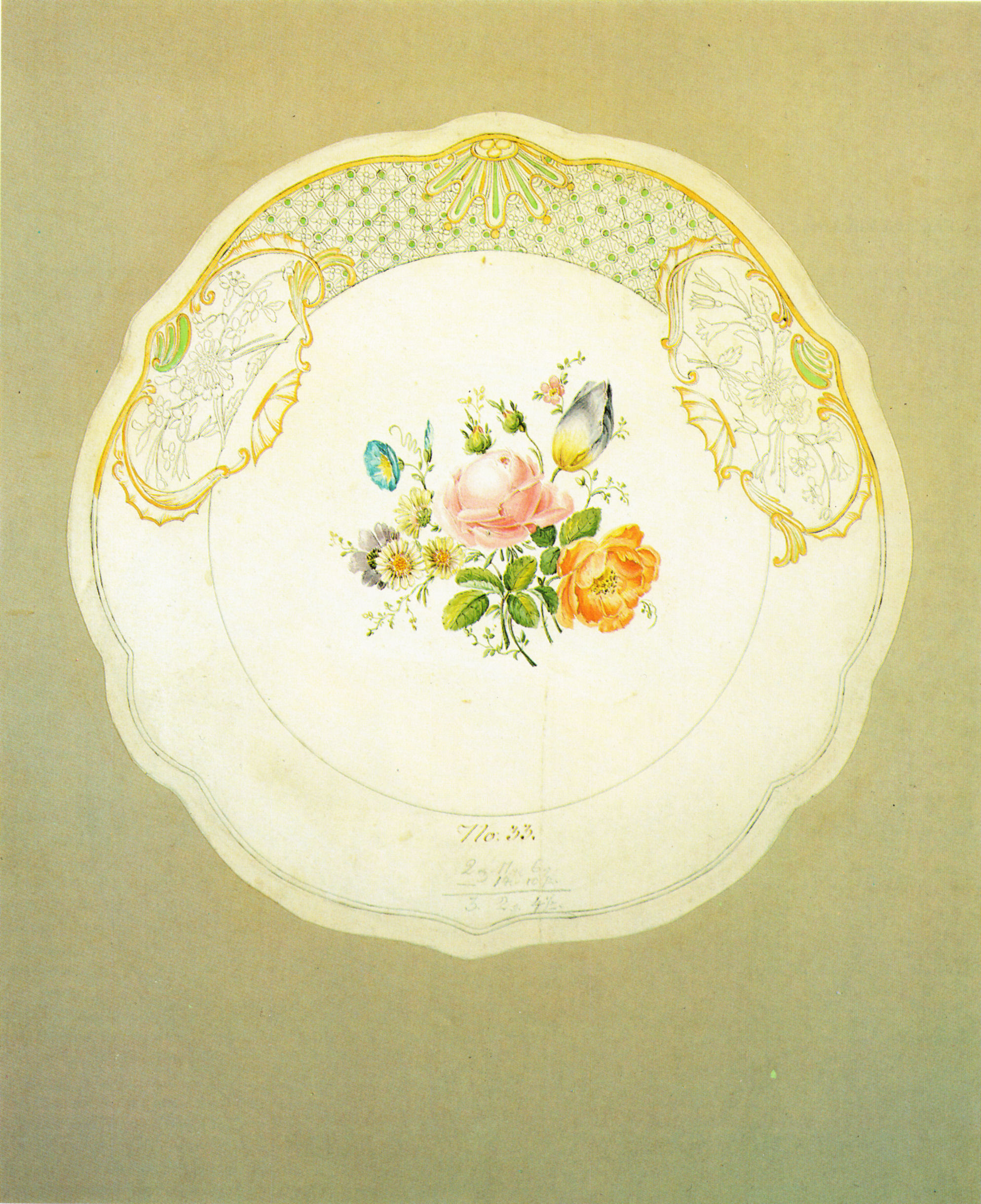
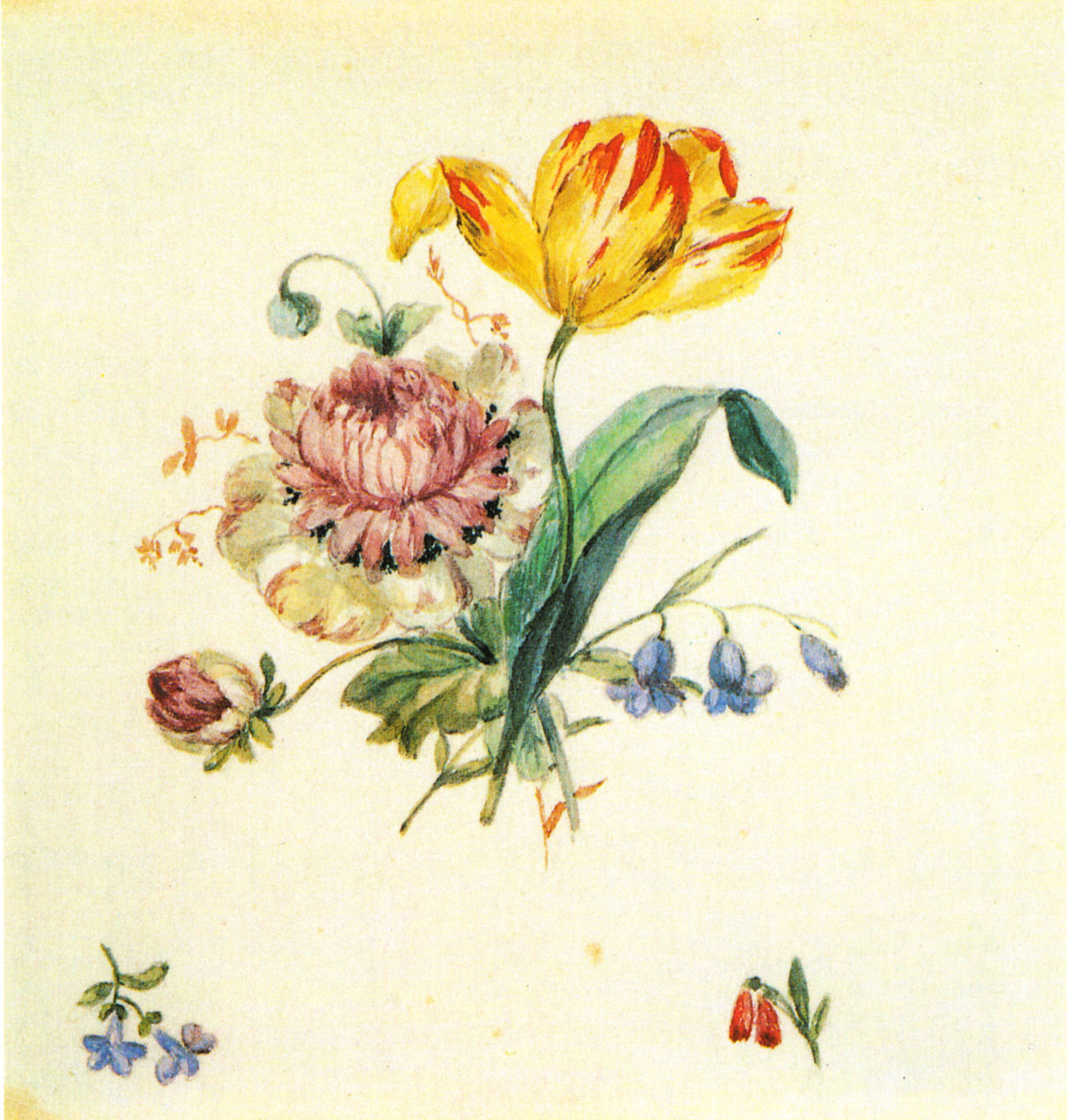
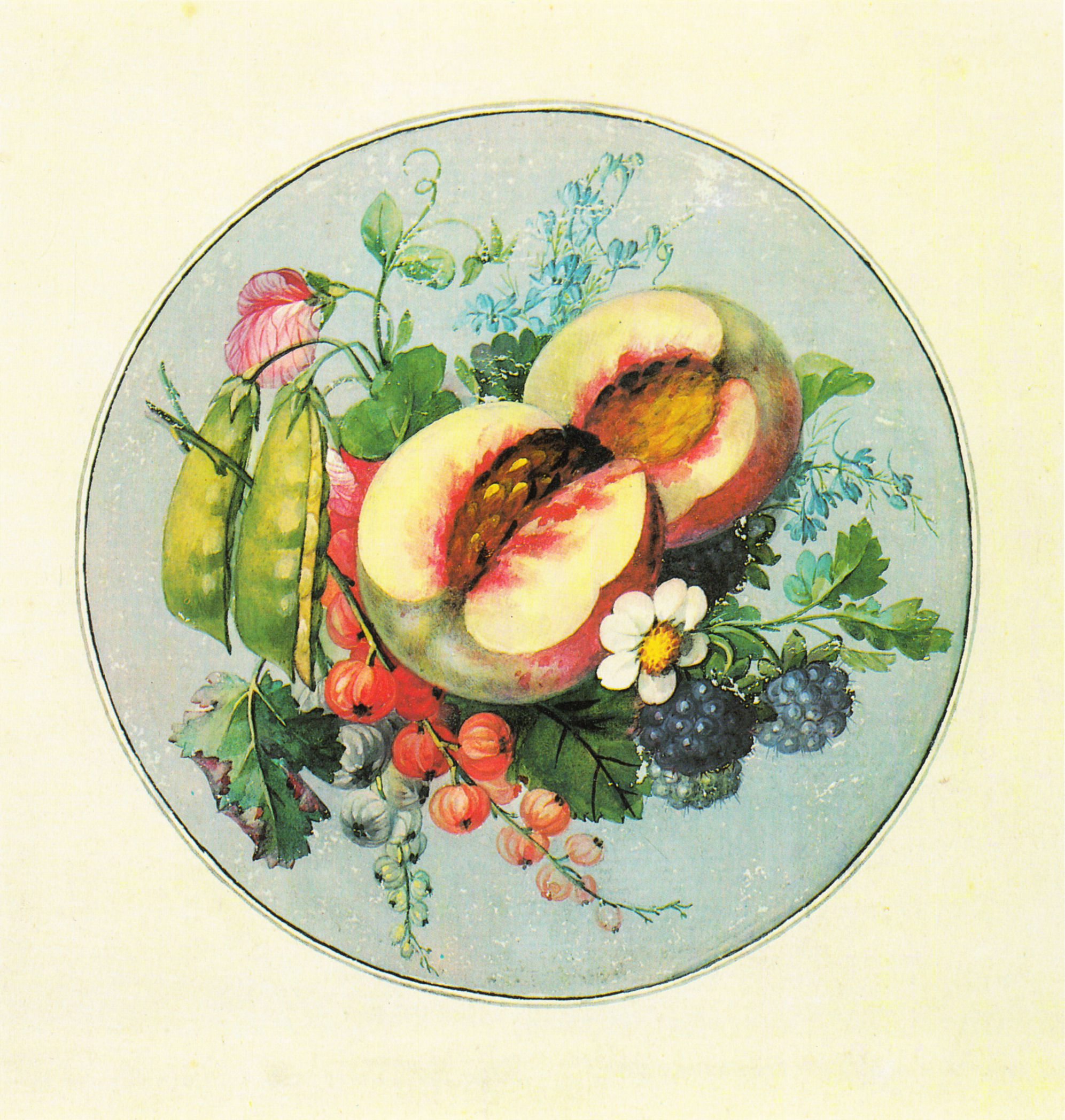
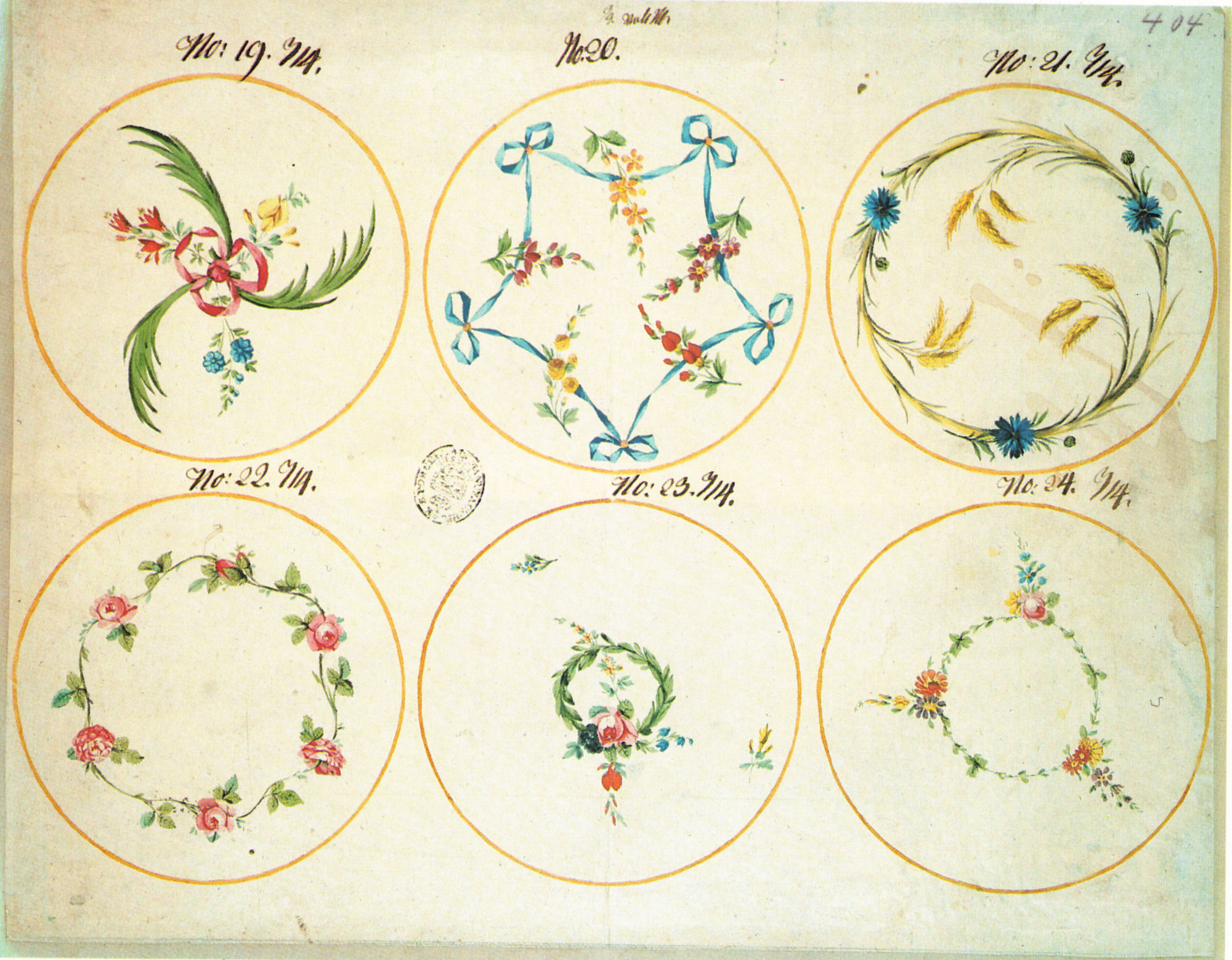